# Catedral de Härnösand
La catedral de Härnösand (en sueco: Härnösands domkyrka) es un templo de la ciudad de Härnösand, Suecia, que es sede de la diócesis del mismo nombre, de la Iglesia de Suecia.
La primera iglesia de la ciudad fue consagrada en 1593, y elevada al rango de catedral en 1647. Esta iglesia fue incendiada en 1721 por los rusos, durante la Gran Guerra del Norte.
La iglesia actual quedó terminada en 1846, siguiendo los planos del arquitecto Johan Hawerman. Está situada en el mismo lugar de la primera iglesia y es la más pequeña de las iglesias luteranas suecas (la catedral católica es aún menor).
El retablo del altar mayor es un cuadro de David von Cöln del siglo XVIII que representa al Calvario. El órgano fue construido en 1975 por la firma danesa Bruno Christenssen y cuenta con 57 registros. La bella fachada del órgano procede de un antiguo órgano Cahman del siglo XVIII, rescatado de la catedral original. Los cuatro candelabros son del siglo XVII y fueron ocultos durante la guerra para evitar que los rusos se apoderaran de ellos. La pila bautismal es de plata y fue elaborada en estilo rococó en España en 1777.